# Vendetta - Blutrache in Albanien
Vendetta - Blutrache in Albanien è un documentario del 1996 diretto da Stanislaw Krzeminski e Jerzy Sladkowski.